# Episodi di Eyeshield 21
Questo è l'elenco degli episodi di Eyeshield 21, l'anime giapponese basato sul football americano. In patria è andato in onda la prima volta il 6 aprile 2005, trasmesso con successo poi anche negli USA. La serie è poi terminata in Giappone il 19 marzo 2008. Sono stati realizzati 145 episodi e due OAV.
La serie animata, a differenza della versione cartacea, non è ancora giunta in Italia, per questo si ha a disposizione solo il titolo giapponese degli episodi con la relativa traduzione.

## Episodi
| Nº  | Titolo italiano Giapponese 「Kanji」 - Rōmaji                                                                        | In onda           | In onda |
| Nº  | Titolo italiano Giapponese 「Kanji」 - Rōmaji                                                                        | Giapponese        |         |
| 1   | L'uomo dalle gambe della velocità della luce 「光速の脚をもつ男」 - Kōsoku no ashi wo motsu otoko                    | 6 aprile 2005     |         |
| 2   | Giochiamo a football americano! 「アメフトやろうぜ！」 - Amefuto yarōze!                                             | 13 aprile 2005    |         |
| 3   | Dominare il campo 「フィールドをねじふせろ」 - Fīrudo wo nejifusero                                                  | 20 aprile 2005    |         |
| 4   | Quel che catturano quelle mani 「その手に掴むもの」 - Sono te ni tsukamu mono                                        | 27 aprile 2005    |         |
| 5   | Guardie del corpo per 0,5 secondi 「0.5秒のボディーガード」 - 0.5 byō no bodīgādo                                    | 4 maggio 2005     |         |
| 6   | Esplosione! Spear Tackle 「炸裂！スピアタックル」 - Sakuretsu! Supiatakkuru                                          | 11 maggio 2005    |         |
| 7   | Combattere per la vittoria! 「勝つための戦い」 - Katsu tame no tatakai                                               | 18 maggio 2005    |         |
| 8   | Non arrendersi! 「あきらめない！」 - Akiramenai!                                                                     | 25 maggio 2005    |         |
| 9   | Un esperto di catch 「キャッチの達人」 - Kyacchi no tatsujin                                                         | 1º giugno 2005    |         |
| 10  | Requisito di un eroe 「ヒーローの資格」 - Hīrō no shikaku                                                            | 8 giugno 2005     |         |
| 11  | Giuramento al calar del sole 「夕陽の誓い」 - Yūhi no chikai                                                         | 15 giugno 2005    |         |
| 12  | Catch! Max! 「キャッチ！マックス！！」 - Kyacchi! Makkusu!!                                                          | 22 giugno 2005    |         |
| 13  | Paura dei Cameleon 「カメレオンの恐怖」 - Kamereon no kyōfu                                                          | 29 giugno 2005    |         |
| 14  | L'incandescente Hell Tower 「灼熱のHELL TOWER（ヘル タワー）」 - Shakunetsu no HELL TOWER(Heru tawā)                 | 6 luglio 2005     |         |
| 15  | Trovate Eyeshield! 「アイシールドを探せ！」 - Aishīrudo wo sagase!                                                   | 13 luglio 2005    |         |
| 16  | Addio, Kurita!? 「さよなら、栗田！？」 - Sayonara, Kurita!?                                                          | 20 luglio 2005    |         |
| 17  | Kid & Iron Horse 「キッド＆アイアンホース」 - Kiddo & Aian Hōsu                                                      | 27 luglio 2005    |         |
| 18  | L'orgoglio di un incapace 「ろくでなしのプライド」 - Rokudenashi no puraido                                          | 10 agosto 2005    |         |
| 19  | Il pubblico ride degli avversari 「小市民は挑戦者を笑う」 - Shōshimin ha chōsensha wo warau                          | 17 agosto 2005    |         |
| 20  | L'arma segreta degli Sphinx! 「スフィンクスの秘密兵器」 - Sufinkusu no himitsu heiki                                 | 24 agosto 2005    |         |
| 21  | Vola! Devil Bat 「翔べ！ デビルバット」 - Tobe! Debiru batto                                                         | 31 agosto 2005    |         |
| 22  | La comparsa della ragazza misteriosa 「謎の少女 現る」 - Nazo no shōjo arawaru                                       | 7 settembre 2005  |         |
| 22  | Doppio episodio con il 23.                                                                                           |                   |         |
| 23  | L'uomo senza peso 「無重力の男」 - Mujōryoku no otoko                                                                | 7 settembre 2005  |         |
| 23  | Doppio episodio con il 22.                                                                                           |                   |         |
| 24  | Scossa! Scontro tra Giappone e Stati Uniti! 「電撃！ 日米決戦」 - Dengeki! Nichibei kessen                           | 14 settembre 2005 |         |
| 25  | La pantera nera nella gabbia 「檻の中の黒豹」 - Ori no naka no kurojō                                                | 21 settembre 2005 |         |
| 26  | Selvaggio reale 「野生のリアル」 - Yasei no riaru                                                                    | 28 settembre 2005 |         |
| 27  | Liberate! Cerberos 「奪還！ケルベロス」 - Dakkan! Keruberosu                                                         | 5 ottobre 2005    |         |
| 28  | Football americano, dal centro 「アメフト・ダウンタウン」 - Amefuto・dauntaun                                        | 12 ottobre 2005   |         |
| 29  | Formazione, Devil Gunmans! 「結成・デビルガンマンズ！」 - Kessei, Debiru Ganmanzu!                                   | 19 ottobre 2005   |         |
| 30  | Linea di confine dell'Inferno 「地獄への境界線」 - Jigoku e no kyōkaisen                                             | 26 ottobre 2005   |         |
| 31  | La determinazione di ognuno 「それぞれの決意」 - Sorezore no ketsui                                                  | 2 novembre 2005   |         |
| 32  | Chi è il perdente 「負け犬はいるか」 - Makeinu wa iruka                                                              | 9 novembre 2005   |         |
| 33  | Oh! My sister! 「ＯＨ！マイシスター！」 - OH! Maishisutā!                                                            | 16 novembre 2005  |         |
| 34  | Il movimento dei Ghost 「ゴーストの胎動」 - Gōsuto no taidō                                                          | 23 novembre 2005  |         |
| 35  | La Death March solitaria 「孤独のデス・マーチ」 - Kodoku no Des Māchi                                                | 30 novembre 2005  |         |
| 36  | L'ultimo ostacolo 「最後の試練」 - Saigo no shiren                                                                   | 7 dicembre 2005   |         |
| 37  | L'apice lontano 「遥かなる頂」 - Harukanaru itadaki                                                                  | 14 dicembre 2005  |         |
| 38  | Scelta dei titolari!? 「レギュラー決定！？」 - Regyurā ketsutei!?                                                    | 21 dicembre 2005  |         |
| 39  | La strada per il Christmas Bowl 「クリスマスボウルへの道」 - Kurisumasu bouru e no michi                             | 11 gennaio 2006   |         |
| 39  | Doppio episodio con il 40.                                                                                           |                   |         |
| 40  | La notte prima della partita 「決戦前夜！」 - Kessen zen'ya!                                                         | 11 gennaio 2006   |         |
| 40  | Doppio episodio con il 39.                                                                                           |                   |         |
| 41  | L'asso è scomparso!? 「エース消滅！？」 - ĒSU shōmetsu!?                                                             | 18 gennaio 2006   |         |
| 42  | Devil Bat Ghost!! 「デビルバットゴースト！！」 - Debiru batto gōsuto!!                                               | 25 gennaio 2006   |         |
| 43  | La leggendaria magnum da 60 yard 「伝説の60ヤードマグナム」 - Densetsu no 60 yādo magunamu                           | 1º febbraio 2006  |         |
| 44  | Aha-ha-! Il mio debutto!! 「アハーハー！ボクデビュー！！」 - Ahaha! Boku debyū!!                                     | 8 febbraio 2006   |         |
| 45  | Ghost sigillato!? 「ゴースト封印！？」 - Gōsuto fūin!?                                                               | 15 febbraio 2006  |         |
| 46  | Ghost vs Spear 「ゴーストｖｓスピア」 - Gōsuto vs supia                                                              | 22 febbraio 2006  |         |
| 47  | Brucia! Guts!! 「熱いぜ！ガッツ！！」 - Atsuize! Gattsu!!                                                            | 1º marzo 2006     |         |
| 48  | Impegno! Costanza! Un incontro a tutta potenza! 「努力！根性！全力勝負！」 - Doryoku! Konjō! Zenryoku shōbu!         | 8 marzo 2006      |         |
| 49  | Argento ossidato, lo spirito della linea! 「いぶし銀・ライン魂！」 - Ibushi gin, rain tamashi!                       | 15 marzo 2006     |         |
| 50  | Il coraggio di non fuggire 「逃げない勇気！」 - Nigenai yūuki!                                                       | 22 marzo 2006     |         |
| 51  | Pericolo! I Cameleon peggiori 「危うし！最凶のカメレオン」 - Ayaushi! Saikyō no Kamereon                             | 29 marzo 2006     |         |
| 52  | Scontro! Cameleon vs Poseidon 「激突！カメレオンvsポセイドン」 - Gekitotsu! Kamereon vs Poseidon                     | 5 aprile 2006     |         |
| 53  | Paura del veleno dello scorpione 「恐怖の毒サソリ！」 - Kyōfu no doku sasori!                                        | 12 aprile 2006    |         |
| 54  | La torre di controllo scomparsa 「消えた司令塔」 - Kieta shireitō                                                    | 19 aprile 2006    |         |
| 55  | Il muro della differenza psichica 「体格差の壁」 - Taikakusa no kabe                                                 | 26 aprile 2006    |         |
| 56  | Il nostro piccolo contratto 「うっちゃれ小結関！」 - Ucchare kokekkan!                                               | 3 maggio 2006     |         |
| 57  | Coloro che conoscono il "21" 「「21」を知る者」 - 「21」 wo shirumono                                                | 17 maggio 2006    |         |
| 58  | Demone vs Dio del mare 「悪魔vs海の神」 - Akuma vs umi no kami                                                       | 24 maggio 2006    |         |
| 59  | L'uomo dall'asso opposto 「裏エースの男」 - Ura ēsu no otoko                                                         | 31 maggio 2006    |         |
| 60  | Promessa del campo! 「フィールドの約束！」 - Fīrudo no yakusoku!                                                     | 7 giugno 2006     |         |
| 61  | Determinati a vincere! 「勝利への執念！」 - Shōri e no shūnen!                                                       | 14 giugno 2006    |         |
| 62  | Brivido! Moby Dick Anchor 「戦慄！モビィディック・アンカー」 - Senritsu! Mobidikku・Ankā                             | 14 giugno 2006    |         |
| 63  | Attacco e difesa di 30 cm!! 「30 センチの攻防!!」 - 30 senchi no kōhō!!                                              | 21 giugno 2006    |         |
| 64  | Appare l'uomo dalla velocità della luce!? 「光速の男現る!?」 - Kōsoku no otoko arawaru!?                             | 28 giugno 2006    |         |
| 65  | Festa di atletica al liceo superiore Deimon!! 「泥門高校体育祭だァ!!」 - Deimon kōkō taīnkusai dā!!                  | 5 luglio 2006     |         |
| 66  | Sprinter Sena!? 「スプリンター・セナ!?」 - Supurintā・Sena!?                                                         | 12 luglio 2006    |         |
| 67  | Le promesse dei tre 「三人の約束」 - Sannin no yakusoku                                                              | 19 luglio 2006    |         |
| 68  | La prova più veloce 「最速の証明」 - Saisoku no shōmei                                                               | 26 luglio 2006    |         |
| 69  | Campo della disperazione 「絶望のフィールド」 - Zetsubō no fīrudo                                                    | 9 agosto 2006     |         |
| 70  | Musashi è qui 「ムサシはここにいる」 - Musashi wa koko ni iru                                                        | 16 agosto 2006    |         |
| 71  | Contrattacco del Demone 「反撃の悪魔」 - Hangeki no akuma                                                            | 23 agosto 2006    |         |
| 72  | L'orgoglio della velocità della luce 「光速のプライド」 - Kōsoku no puraido                                          | 30 agosto 2006    |         |
| 73  | Il calcio del destino 「運命のキック」 - Unmei no kikku                                                              | 6 settembre 2006  |         |
| 74  | Il giuramento del rivale 「ライバルの誓い」 - Raibaru no chikai                                                      | 13 settembre 2006 |         |
| 75  | La minaccia degli Spider 「スパイダーの脅威」 - Supaidā no kyōi                                                      | 20 settembre 2006 |         |
| 76  | Ritorna! Musashi! 「戻れ！ムサシ！」 - Modore! Musashi!                                                              | 27 settembre 2006 |         |
| 77  | Il vero "21" 「本当の『21』」 - Hontō no "21"                                                                        | 4 ottobre 2006    |         |
| 78  | Colui che aspetta avanti 「その先に待つもの」 - Sono saki ni matsu mono                                              | 4 ottobre 2006    |         |
| 79  | Kobayakawa Sena 「小早川瀬那」 - Kobayakawa Sena                                                                     | 11 ottobre 2006   |         |
| 80  | Il più forte Kick Team 「最強のキックチーム」 - Saikyō no kikku chīmu                                                | 18 ottobre 2006   |         |
| 81  | La verità degli occhi rossi 「赤い瞳の真実」 - Akai hitomi no shinjitsu                                              | 25 ottobre 2006   |         |
| 82  | Corri! Musashi! 「走れ！ムサシ！」 - Hashire! Musashi!                                                               | 1º novembre 2006  |         |
| 83  | Il tempo inizia a muoversi 「動き出した時間」 - Ugoki dashita jikan                                                  | 8 novembre 2006   |         |
| 84  | Demone nella tempesta 「嵐の中の悪魔」 - Arashi no naka no Akuma                                                     | 22 novembre 2006  |         |
| 85  | L'uomo amato da Dio 「神に愛された男」 - Kami ni Aisareta Otoko                                                      | 29 novembre 2006  |         |
| 86  | Il time up dell'ombra e della luce 「光と影のタイムアップ」 - Hikari to Kage no time up                              | 6 dicembre 2006   |         |
| 87  | I soldati più forti di Tōkyō 「東京最強の戦士達!!」 - Tōkyō saikyō no senshi-tachi!!                                 | 13 dicembre 2006  |         |
| 88  | L'halftime show della Deimon 「泥門ハーフタイムショー」 - Deimon hāfutaimu shō                                       | 20 dicembre 2006  |         |
| 89  | Inizio! Chou a la cream cup!! 「開幕！シュークリームカップ!!」 - Kaimaku! Shūkurīmu kappu!!                          | 4 gennaio 2007    |         |
| 90  | Una nuova prova 「新たなる試練」 - Aratanaru shiren                                                                  | 10 gennaio 2007   |         |
| 91  | Spirito combattente! Death Climb 「闘魂！デス・クライム」 - Tōkon! Desu・Kuraimu                                     | 17 gennaio 2007   |         |
| 92  | I 3 fratelli della fattoria del Texas 「テキサス牧場の三兄弟」 - Tekisasu bokujō no sankyōdai                        | 24 gennaio 2007   |         |
| 93  | Grida d'amicizia 「友情のエール」 - Yūjō no ēru                                                                      | 31 gennaio 2007   |         |
| 94  | L'arma segreta nella neve argentea 「白銀の秘密兵器」 - Hakugin no himitsuheiki                                      | 7 febbraio 2007   |         |
| 95  | Distruggi il muro della tempesta di neve 「吹雪の壁をぶちやぶれ」 - Fubuki no kabe wo buchiyabure                    | 14 febbraio 2007  |         |
| 96  | Arriva! Verso l'incontro di Kantō! 「いざ！関東大会へ！」 - Iza! Kantō daikai e!                                     | 21 febbraio 2007  |         |
| 97  | Addio Onihei 「さらば鬼兵」 - Saraba Onihei                                                                          | 28 febbraio 2007  |         |
| 98  | Il contrattacco dei Cameleon 「カメレオンの逆襲！」 - Kamereon no gyakushū!                                          | 7 marzo 2007      |         |
| 99  | La festa del liceo superiore Deimon!! 「泥門高校学園祭だァ!!」 - Deimon koukou gakuen matsuri da!!                   | 14 marzo 2007     |         |
| 100 | La catena invisibile 「見えない鎖」 - Mienai kusari                                                                  | 21 marzo 2007     |         |
| 101 | Il cattivo più forte 「最強の悪」 - Saikyou no aku                                                                   | 11 aprile 2007    |         |
| 102 | Supera le tue paure 「怖れを越えて」 - Osore wo koete                                                                | 18 aprile 2007    |         |
| 103 | Il double stopper del muro di ferro 「鉄壁のダブルストッパー」 - Teppeki no daburu sutoppā                           | 25 aprile 2007    |         |
| 104 | La prima linea danneggiata 「一つ欠けたライン」 - Hitotsu kaketa rain                                                | 2 maggio 2007     |         |
| 105 | L'ultimo Death Game 「最後のデス・ゲーム」 - Saigo no desu・gēmu                                                     | 9 maggio 2007     |         |
| 106 | Dio feroce, Kongō Agon 「鬼神・金剛阿含」 - Kishin・Kongō Agon                                                       | 16 maggio 2007    |         |
| 107 | Il nemico è Jinryuji 「敵は神龍寺にあり」 - Teki wa Jinryuji ni ari                                                  | 30 maggio 2007    |         |
| 108 | Detective Sena!? 「名探偵セナ！？」 - Meitantei Sena!?                                                               | 6 giugno 2007     |         |
| 109 | Abilità di cattura 「キャッチの才能」 - Kyacchi no sainō                                                             | 13 giugno 2007    |         |
| 110 | Abilità di muro 「才能の壁」 - Sainō no kabe                                                                         | 20 giugno 2007    |         |
| 111 | Parti, Devil Bats 「出陣デビルバッツ」 - Shutsujin Debiru battsu                                                     | 27 giugno 2007    |         |
| 112 | Demone vs Dio feroce! 「悪魔vs鬼神！」 - Akuma vs Kishin!                                                            | 4 luglio 2007     |         |
| 113 | Il 12° atleta 「12人目のアスリート」 - 12 ninme no asurīto                                                           | 11 luglio 2007    |         |
| 114 | Potere mediocre 「凡才の力」 - Bonsai no chikara                                                                     | 18 luglio 2007    |         |
| 115 | Il number one è in trappola 「ナンバーワンを懸けて」 - Nanbā wan wo kakete                                           | 25 luglio 2007    |         |
| 116 | La volontà del guerriero 「戦士の意志」 - Senshi no yishi                                                            | 1º agosto 2007    |         |
| 117 | Time Out Zero 「タイムアウト・ゼロ」 - Taimuauto・zero                                                               | 8 agosto 2007     |         |
| 118 | Folla senza risposte 「答えなきハドル」 - Kotae naki hadoru                                                          | 15 agosto 2007    |         |
| 119 | Al limite della battaglia mortale 「死闘の果てに」 - Shitō no hate ni                                                | 22 agosto 2007    |         |
| 120 | Super nave da battaglia! Dinosaurs!! 「超弩級！ダイナソーズ!!」 - Chō dokyū! Dainasōzu!!                             | 29 agosto 2007    |         |
| 121 | Campo di battaglia dei lupi 「狼の戦場」 - Ōkami no senjō                                                            | 19 settembre 2007 |         |
| 122 | Rodeo Drive Stampede 「ロデオドライブ・スタンピード」 - Rodeo doraibu sutanpīdo                                      | 26 settembre 2007 |         |
| 123 | Il cavaliere senza spazi aperti 「死角なき騎士」 - Shikakunaki kishi                                                 | 3 ottobre 2007    |         |
| 124 | La lancia finale!! 「究極の槍!!」 - Kyūkyoku no yari!!                                                               | 10 ottobre 2007   |         |
| 125 | La festa del liceo Ōjō!! 「王城高校学園祭だァ!!」 - Ōjō kōkō gakuen sai daa!!                                        | 24 ottobre 2007   |         |
| 126 | Il giuramento per diventare un asso 「エースへの誓い」 - Ēsu e no chikai                                             | 31 ottobre 2007   |         |
| 127 | Semplicemente, per la vittoria 「ただ、勝利のために」 - Tada, shōri no tame ni                                       | 7 novembre 2007   |         |
| 128 | Demone vs l'uomo della velocità della luce 「悪魔vs光速の男」 - Akuma vs. kōsoku no otoko                            | 14 novembre 2007  |         |
| 129 | Sfida al Re 「王者への挑戦」 - Ōsha e no chōsen                                                                      | 21 novembre 2007  |         |
| 130 | Inizio della fanfara 「開戦のファンファーレ」 - Kaisen no Fanfāre                                                    | 28 novembre 2007  |         |
| 131 | Prison chain dell'ira 「怒りのプリズンチェーン」 - Ikari no purizun chēn                                             | 5 dicembre 2007   |         |
| 132 | Il cavaliere che controlla il cielo 「空を制する騎士」 - Sora wo seisuru kishi                                       | 12 dicembre 2007  |         |
| 133 | L'enorme arco del regno 「王国の巨大弓」 - Ōgoku no kyodai yume                                                      | 19 dicembre 2007  |         |
| 134 | Fortezza invincibile 「無敵の城塞」 - Muteki no jōsai                                                                | 4 gennaio 2008    |         |
| 135 | Il superuomo senza eguali 「比類なき超人」 - Hirui naki chōjin                                                       | 9 gennaio 2008    |         |
| 136 | La sconfitta del "21" 「敗北の「21」」 - Haiboku no "21"                                                             | 16 gennaio 2008   |         |
| 137 | Half time del destino 「運命のハーフタイム」 - Unmei no hāfutaimu                                                    | 23 gennaio 2008   |         |
| 138 | Terreno di battaglia passata la pioggia 「雨あがりの地上戦」 - Ame agari no chijōsen                                 | 30 gennaio 2008   |         |
| 139 | Il 9999° chatch 「9999回のキャッチ」 - 9999 kai no kyacchi                                                           | 6 febbraio 2008   |         |
| 140 | I due assi 「二人のエース」 - Futari no Ēsu                                                                          | 13 febbraio 2008  |         |
| 141 | L'inizio dei Devil Sun Gun 「デビルスタンガン発動！」 - Debiru sutangan hatsudō!                                     | 20 febbraio 2008  |         |
| 142 | Le ali del demone 「悪魔の両翼」 - Akuma no Ryōyoku                                                                  | 27 febbraio 2008  |         |
| 143 | Tenacia profonda 「執念ひとつ」 - Shūnen Hitotsu                                                                     | 5 marzo 2008      |         |
| 144 | Il momento finale 「最後の刹那」 - Saigo no sstsuna                                                                  | 12 marzo 2008     |         |
| 145 | Giochiamo tutti al football americano! Ya-Ha-! 「みんなアメフトやろうぜ！ Ya-Ha-!」 - Minna amefuto yarouze! Ya-Ha-! | 19 marzo 2008     |         |

## Original anime video
I due OAV sono stati proiettati durante le Jump Festa del dicembre 2004 e 2005, l'annuale esposizione giapponese sugli anime e i manga della Shūeisha e di Shonen Jump.
| Nº | Titolo italiano Giapponese 「Kanji」 - Rōmaji | In onda    | In onda |
| Nº | Titolo italiano Giapponese 「Kanji」 - Rōmaji | Giapponese |         |
| 1  | L'illusorio Golden Bowl 「アイシールド21 幻のゴールデンボウル」 - Maboroshi no Golden Bowl | 2004       |         |
| 2  | La strada verso il Christmas Bowl ~ Allenamento speciale nell'isola del Sud YA-HA-! 「アイシールド２１ クリスマスボウルへの道～南の島で特訓だ！ ＹＡ－ＨＡ－！～」 - Christmas Bowl e no michi ~ Minami no shima de tokkun da! Yaa-Haa! | 2005       |         |